# Buchaechum

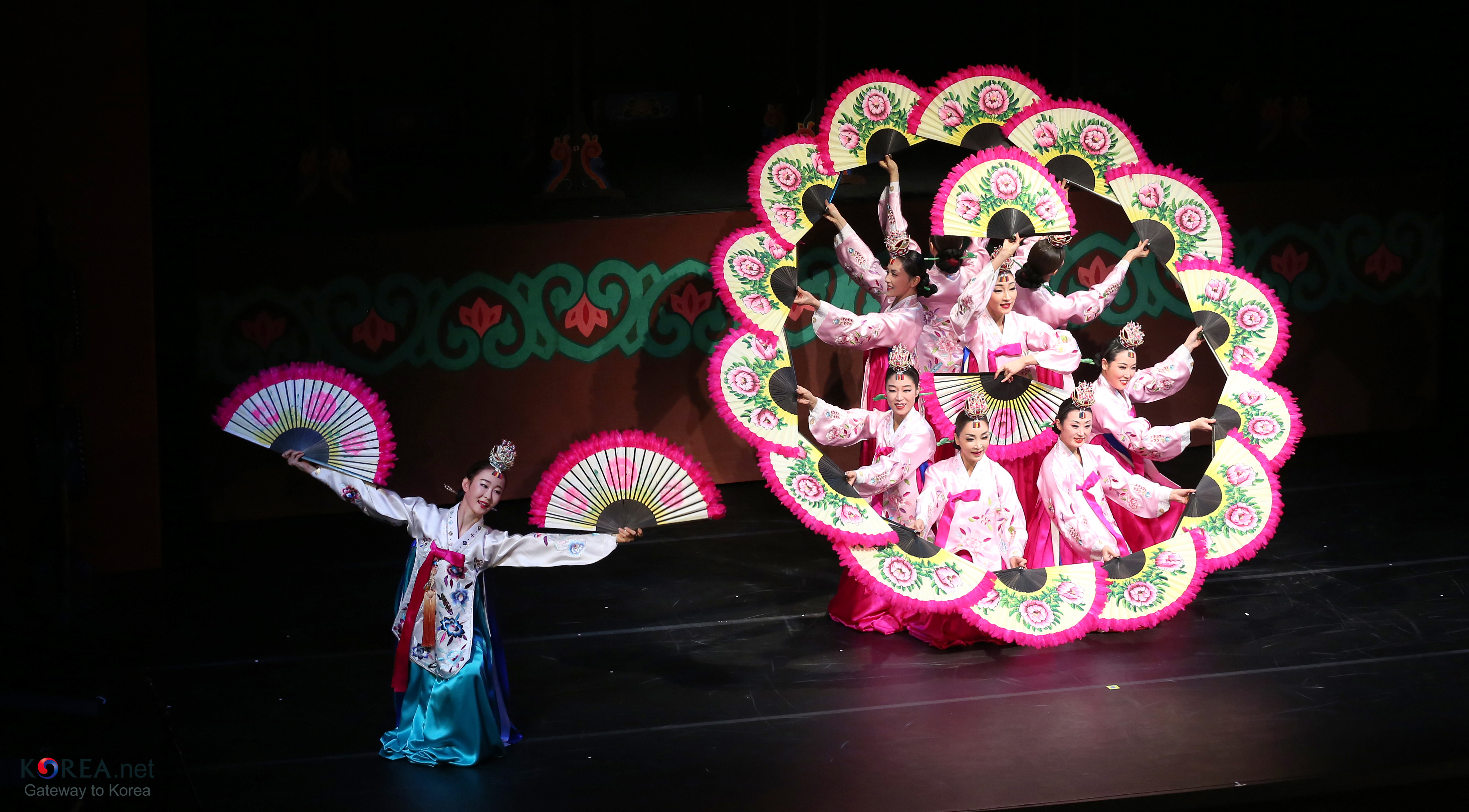
El ballet “Korea Fantasy” de la Compañía Nacional de Danza de Korea durante su actuación en Berna (Suiza) en 2014.

Buchaechum (en hangul: 부채춤) es una danza tradicional coreana también llamada danza de los abanicos (부채), puesta en escena por grupos de bailarinas y ejecutada en ceremonias y celebraciones, utilizando grandes abanicos decorados con ramas y flores de cerezos, aves, olas, mariposas. Las bailarinas visten el hanbok, traje tradicional coreano.
Pudo tener su origen en primitivos rituales chamánicos coreanos, en síntesis con la música cortesana de la dinastía Joseon.
Adquirió categoría de ballet con motivo de los Juegos Olímpicos celebrados en México en 1968.